# Dreiecker
Der Dreiecker (historisch Feldspitze oder Windbachspitze) ist ein 2892 m hoher Berg im Hauptkamm der Zillertaler Alpen. Am Gipfel treffen die Bundesländer Salzburg und Tirol (Nordtirol) sowie die Autonome Provinz Bozen – Südtirol aufeinander.

## Lage und Landschaft
Der Dreiecker liegt im Südosten des Zillergrunds im hinteren Zillertal (Nordtirol), im Norden des hintersten Ahrntals bei Prettau (Südtirol) und am südwestlichen Talschluss des Windbachtals, eines Nebentals des Krimmler Achentals im Oberpinzgau (Salzburg). Damit gehört er zum Zillertaler Hauptkamm und zum Alpenhauptkamm und bildet die Wasserscheide zwischen Ziller, Salzach (beide zum Inn) und Ahr (zur Etsch). Die Bergflanken auf Südtiroler Gebiet sind im Naturpark Rieserferner-Ahrn unter Schutz gestellt, auf Salzburger Gebiet im Nationalpark Hohe Tauern.
Westlich führt der Zillertaler Hauptkamm weiter über die 400 Meter südwestlich gelegene Windbachspitze (2867 m) und das Heilig-Geist-Jöchl (2658 m) zum Winkelkopf (2857 m). Östlich leitet das Schütttaler Joch (ca. 2620 m) zum Schütttalkopf (2773 m), hinter dem das Gelände zum Krimmler Tauern (2634 m) abfällt. Gegen Norden löst sich am Dreiecker die Reichenspitzgruppe, in der die wenig profilierte Seewlaser Schneid (2854 m ü. A.) und der Seekarkopf (2916 m ü. A.) die ersten Gipfelpunkte darstellen.
Von der einstigen Vergletscherung liegt nur mehr im Zillergrund an der Windbachspitze das Dreieckerkees, ein zunehmend zum Blockgletscher werdender Gletscherrest mit einigen Karseen; das Windbachkees gibt es nicht mehr.

## Zum Namen
Ursprünglich hieß der Berg – von der Prettauer Seite her – Feldspitze oder – von Krimml her – Windbachspitze (diesen Namen trägt heute der Gipfel südwestlich).
Der heutige Name wurde ursprünglich für den Gipfel östlich (Schütttalkopf) verwendet, vielleicht auf dessen Form bezogen.
Der Name Dreiecker findet sich aber schon Ende des 19. Jahrhunderts, Feldspitze noch bis in die Mitte des 20. Jahrhunderts.
Mit Krimmler Tauern und Heilig-Geist-Jöchl liegen beiderseits bedeutende uralte Saumpässe des Alpenhauptkammes.